# Gronella groenlandica
Gronella groenlandica är en kräftdjursart som först beskrevs av Hansen 1887.  Gronella groenlandica ingår i släktet Gronella och familjen Lysianassidae. Inga underarter finns listade i Catalogue of Life.